# Rhyacophila gelukpa
Rhyacophila gelukpa är en nattsländeart som beskrevs av Schmid 1970. Rhyacophila gelukpa ingår i släktet Rhyacophila och familjen rovnattsländor. Inga underarter finns listade i Catalogue of Life.